# شجرة الحب المستأنسة
شجرة الحب المستأنسة (الاسم العلمي:Philodendron domesticum) هي نوع غير مؤكد من النباتات تتبع جنس شجرة الحب من الفصيلة اللوفية.